# Schronisko Bukowskich
Schronisko Bukowskich – nieistniejące już schronisko w Dolinie Chochołowskiej w Tatrach Zachodnich. Znajdowało się na polanie Huciska przy drodze wiodącej dnem Doliny Chochołowskiej. 
Było to prywatne schronisko gazdy Kostusia Bukowskiego z Ratułowa. Spaliły go oddziały niemieckie 4 stycznia 1945 r., przy okazji mordując jego nadzorcę. Spalili w Dolinie Chochołowskiej także schronisko Blaszyńskich oraz schronisko na Polanie Chochołowskiej. W ten sposób chcieli zniszczyć bazę działania partyzantów. Po schronisku pozostały tylko resztki fundamentów.